# Arlit (département)
Arlit est un département du Niger situé au nord-ouest de la région d'Agadez.

## Géographie

### Administration
Depuis 2011, le département s'étend sur 61 180 km² dans la région d'Agadez.

Son chef-lieu est la ville d'Arlit.
Son territoire se décompose en 
 :
- Commune urbaine : Arlit
- Communes rurales : Dannet, Gougaram

### Situation
Le département d'Arlit est entouré par :
- au nord : l'Algérie,
- à l'est : le département de Bilma,
- au sud : le département de Tchirozérine,

### Relief et environnement

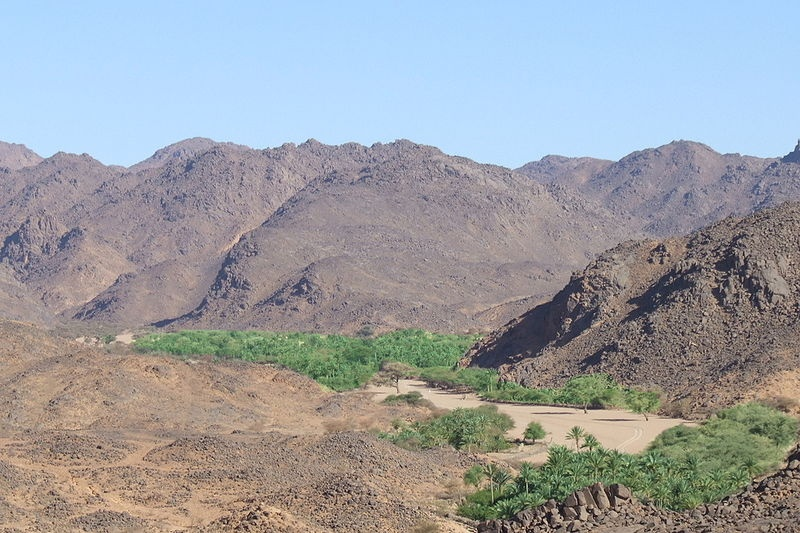
La vallée de Timia.

Le département d'Arlit est situé dans la zone saharienne du Niger. Il est dominé par le massif de l'Aïr, entouré à l'ouest par la plaine de Talak et à l'est par le désert du Ténéré.
Le mont Indoukat-n-Taglès, le point culminant de l'Aïr et du Niger avec 2 022 mètres, est situé dans les monts Bagzane, à la frontière avec le département de Tchirozérine. 
Si le département est aride et minéral dans les deux tiers est, la plaine de Talak bénéficie de cours d'eau intermittents qui descendent du Tassili-oua-n-Ahaggar (au sud du Hoggar) et de l'Aïr.

## Histoire
Le poste administratif d'Iférouane instauré en 1964, est séparé en 2011 du département d'Arlit et élevé au statut départemental pour former le nouveau département d'Iférouane. Les deux communes d'Iférouane et de Timia sont soustraites du département d'Arlit.

## Population
La population est estimée à 105 025 habitants en 2011
. De 2001 à 2012, la population a augmenté en moyenne de 2,5 % par an (pour un accroissement national moyen de : 3,9 %).

## Économie

### L'uranium
Deux mines d'uranium, Arlit et Akouta, sont exploitées par des filiales de la société française Areva NC :
La mine d'Arlit, par la SOMAÏR : la mine située à proximité de la ville d'Arlit est exploitée à ciel ouvert. La mine a produit 1 808 tonnes d'uranium métal en 2009, soit une production cumulée d'environ 50 000 tonnes depuis 1971. Environ 1 000 personnes sont employées par la SOMAÏR.

Les mines d'Akouta, par la COMINAK : les gisements profonds situés dans la commune rurale d'Akokan (au sud d'Arlit) sont exploités sur les sites d'Akouta, Akola et Afasto. C'est la plus grande exploitation souterraine d'uranium au monde. Les mines ont produit 1 435 tonnes d'uranium métal en 2009, soit une production cumulée d'environ 60 000 tonnes depuis 1978. Environ 1 200 personnes sont employées par la COMINAK.

En raison de leur faible teneur en uranium (< 0,5 %) les minerais sont traités sur place à Arlit et Akouta. L'uranium, sous la forme d'uranates, est exporté vers la France par le port de Cotonou au (Bénin). En 2009, l'uranium représentait les 2/3 des exportations du Niger.
Le gisement d'Imouraren situé à 80 km au sud d'Arlit dans la commune rurale de Dannet et découvert en 1966 devrait entrer en production fin 2014 (sauf nouveau retard). Exploité à ciel ouvert par la société Imouraren SA, ce gisement de 20 km², mais de très faible teneur (0,08 %) devrait produire selon AREVA environ 5 000 tonnes d'uranium métal par an pendant 35 ans, faisant du Niger le 2e producteur mondial.

### Transport et communication
La ville d'Arlit possède un aéroport (code IATA RLT).
Le département est traversé par un grand axe nord-sud : la route nationale N25 Algérie-Arlit-Agadez-Tahoua (la route de l'uranium). 

## Culture et patrimoine
La ville serait polluée par l'uranium. C'est cette thèse qui est développé dans le film "La Colère dans le vent" de Amina Weira (2016) qui raconte une partie de l'histoire de la ville.